# Булган (аймак)
Булган (раніше — Булганський аймак; монг. Булган аймаг) — аймак у Монголії. Площа 48 700 км². Центр — місто Булган. До складу аймаку входить 16 сомонів, аймак було утворено 10 жовтня 1938 року, населення складає 67300 чоловік, в основному халха-монголи, на півночі — буряти.

## Межі аймаку
На півночі 160 км має кордон з Бурятією, РФ. Також межує з Туве, Селенгинським, Уверхангайським, Архангайським та Хувсгельським аймаками.

## Рельєф
Хангайський хребет до 2100 м, долини річок Орхон та Селенга, загалом місцевість гориста.

## Корисні копалини
Є запаси золота, міді, молібдену, руд кольорових та поліметалів, кам’яного вугілля, графіту. Зона підвищеної сейсмічності (8-9 балів), є сейсмічна станція.

## Адміністративний поділ
| №п/п | сомон       | Площа км кв | Населення | Центр        |
| 1    | Булган      | 100         | 15000     | Булган       |
| 2    | Баян агт    | 3000        | 3200      | Шарга        |
| 3    | Баяннуур    | 1000        | 2000      | Ульзийт      |
| 4    | Бугат       | 3100        | 2300      | Бугат        |
| 5    | Бурегхангай | 3600        | 2400      | Дархан       |
| 6    | Гурванбулаг | 2700        | 3900      | Авзага       |
| 7    | Дашинчилен  | 2600        | 2800      | Сууж         |
| 8    | Могод       | 2820        | 2800      | Ерхет        |
| 9    | Орхон       | 4100        | 4700      | Мандал       |
| 10   | Рашаант     | 1000        | 2900      | Улаан шивеет |
| 11   | Сайхан      | 2800        | 4800      | Хуремт       |
| 12   | Селенге     | 4900        | 3500      | Інгегтолгой  |
| 13   | Тешиг       | 7620        | 3700      | Тешиг        |
| 14   | Хангал      | 1600        | 4500      | Сурт         |
| 15   | Хишиг-Ундур | 2400        | 3900      | Мааньт       |
| 16   | Хутан-Ундур | 5100        | 5200      | Хутаг        |

## Природа, природні ресурси

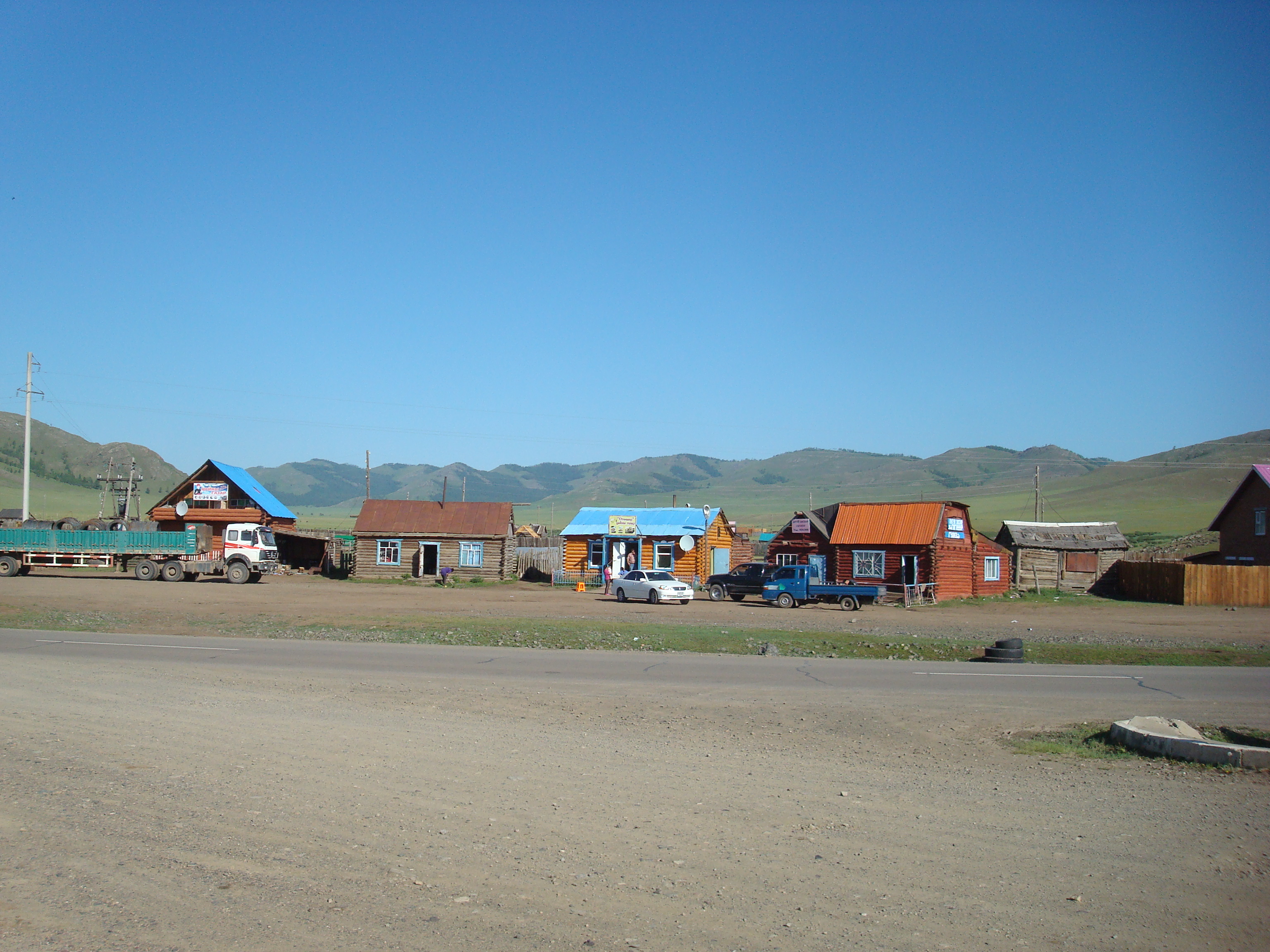

Клімат різкоконтинентальний , середня температура січня -22 градуси, липня +18, щорічна норма опадів 220-420 мм. На території аймаку розташовані озера Айрхан, Тешиг, річки Селенга, Орхон, Туул, Хар уух, Хануй, Зелтер, Егийн-гол. У долинах річок Орхон та Селенга густа рослинність, ягоди,горіхи, лікарські рослини, 20% території вкриті лісами. Водяться ведмеді, дикі верблюди, кабани, олені, козулі, вовки, лисиці, корсаки,дикі кішки-манули, борсуки, рисі, зайці.

## Промисловість, корисні копалини, сільське господарство, транспорт
20 тис. га посівні площі, є борошномельний комбінат. 
Аеропорт Булган.
У 22 км від центру сомона Сайхан знаходиться вугільне родовище «Сайхан-Овоо» загальні запаси якого складають 34 млн тонн. Вугілля постачається у 10 сомонів аймаків Архангай, Хувсгел та Булган.
Щороку добувається 1000 кг. Золота. У 1986-1988 році радянські геологи виявили родовище золота «Тавт», його запаси складають 5,6 тонн золота, 25 тонн срібла а також запаси мідної руди.
Родовище поліметалів «Улаан» містить запаси свинцю та цинку. Окрім того у ньому є запаси урану та рідкісноземельних елементів, як кадмій, селен, телур.

## Пам’ятки

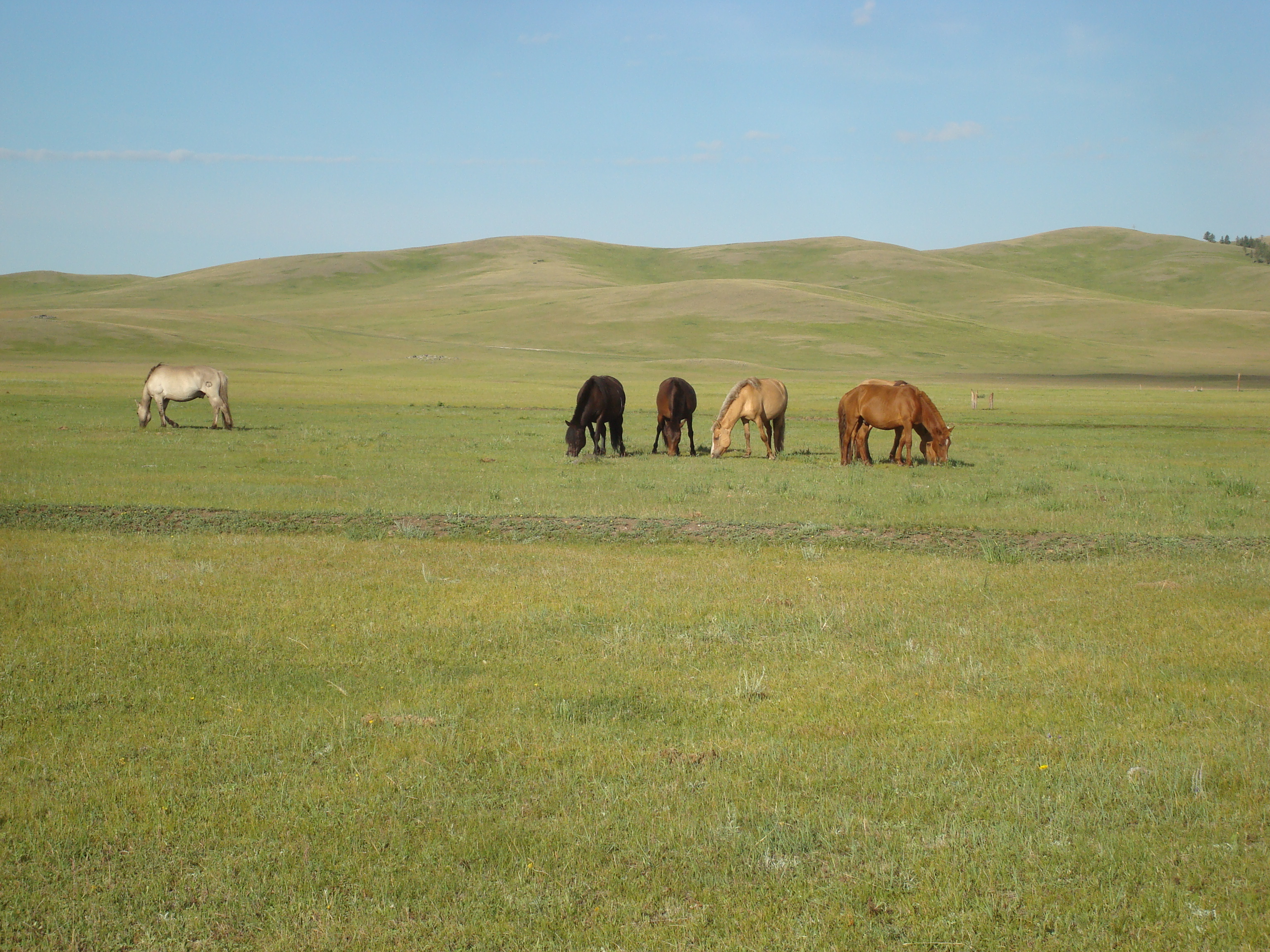

- Піщані дюни Монгол-елс (Елсен-Тасархай) розташовані на захід від гірського масиву Хонго-Хан, витягнуті з півночі на південь, протяжність 6-7 км.
- Монастир Овгон-хийл побудований відомим релігійним діячем середньовічної Монголії Занабазаром (Ундур-гегееном) на честь свого вчителя. У роки розквіту там перебувало понад 1000 лам.
- Руїни фортеці Цогт
- Руїни фортеці Хар-Бух Киданьської імперії ІХ-Х ст. на березі річки Хар-Бухин добре збереглись. Поруч є невеликий музей в якому зберігаються деякі предмети, які знайдені в руїнах.